# Sophie – Braut wider Willen

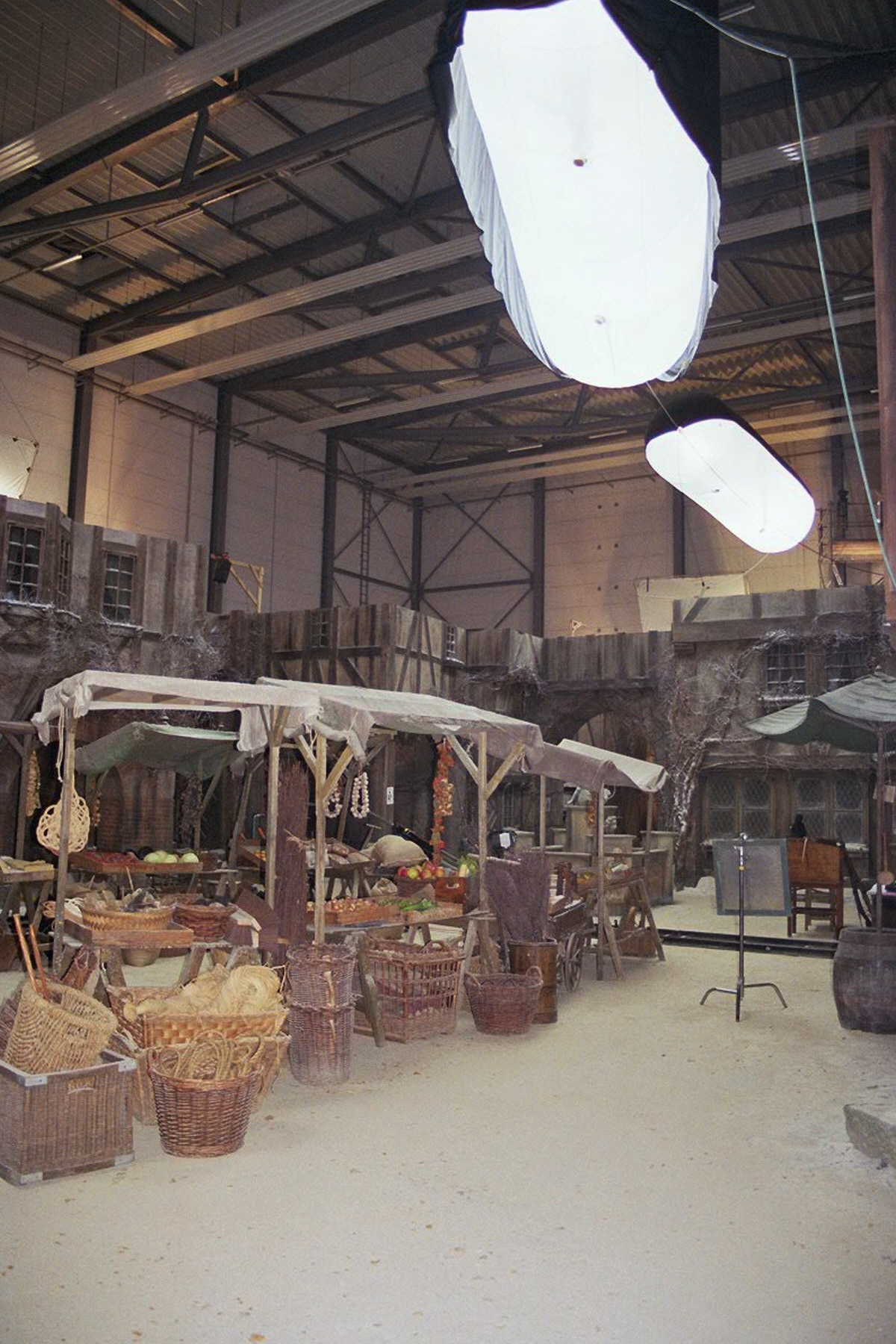
Am Set: Der nachgebaute Marktplatz in den Studios Adlershof

Sophie – Braut wider Willen ist eine deutsche Telenovela.
Sie wurde vom 8. November 2005 bis zum 9. März 2006 im Ersten, dienstags bis freitags um 18:50 Uhr, ausgestrahlt.

## Hintergrund
Produziert wurde die Telenovela von der Grundy UFA TV Produktions GmbH in den Studios in Berlin-Adlershof, wie auch Verliebt in Berlin (Sat.1). In zwei Studios und einer eigens für die Telenovela errichteten Außendrehhalle von 1.400 Quadratmetern wurde in nur drei Monaten eine ganz eigene Welt geschaffen: Insgesamt 2.600 Quadratmeter beherbergten 24 verschiedene Spielorte, darunter einen kompletten historischen Marktplatz und eine Schlossruine. Allein im Bereich der Ausstattung wurden Requisiten zum Teil europaweit zusammengesucht, um die Einrichtung der bürgerlichen und adligen Welt eines vergangenen Jahrhunderts nachzuempfinden. Man kann also von der aufwendigsten Produktion einer deutschen Telenovela sprechen.
Die Dreharbeiten fanden vom 12. September 2005 bis zum 30. Dezember 2005 statt.
Die Folgenanzahl der Serie sollte sich, je nach Erfolg, von 65 bis 130 Folgen bewegen. Die Marktanteile blieben jedoch hinter den Erwartungen zurück und so kam es zum glücklichen Ende nach 65 Folgen.

## Handlung
Die Telenovela spielt in der zweiten Hälfte des 19. Jahrhunderts.
Die junge Adlige Sophie von Ahlen besucht unerlaubt eine bürgerliche Hochzeit im städtischen Gasthof und verliebt sich dort Hals über Kopf in Max Grebe, den Sohn einer Schneiderin. Um nicht erkannt zu werden, gibt sie sich allerdings als eine Magd namens Johanna aus. Erst später sehen sich die beiden wieder und als Max einen Arbeitsplatz als Verwalter des Weinguts der von Ahlens annimmt, erfährt er von Sophies wahrer Herkunft. Da er durch Sophies Lüge enttäuscht ist, scheint die Liebe der beiden keine Zukunft zu haben.
Der Industrielle Friedrich Hartenstein versucht – mit Hilfe seines Handlangers Hans Stallkamp und des spielsüchtigen und daher finanziell von ihm abhängigen Baron Wolfgang von der Fohl – in die adligen Kreise der Stadt aufzusteigen, indem er die Mitgliedschaft in einem feudalen Zigarrenklub beantragt. Graf Otto von Ahlen, Sophies Vater, ist der Einzige, der gegen die Mitgliedschaft stimmt und somit Hartensteins Aufnahme in den Klub verhindert. Aus Rache ruiniert Hartenstein mit einem geschickten Schachzug das Weingut um sich anschließend als Retter aufzuspielen. Er gesteht Sophie seine (ehrliche) Liebe und kann in die Familie einheiraten.
Doch seine Ex-Geliebte, Baronin Valerie von Viethoff, kennt den genauen Hintergrund und es gelingt ihr, Sophie direkt vor ihrer Hochzeitsnacht mit Friedrich die gesamte Wahrheit zu erzählen. Diese ist empört und versucht zu fliehen. Auch der Graf von Ahlen wird langsam misstrauisch und beginnt nachzuforschen. Als er Hartenstein zur Rede stellt, schickt der ihm Hans hinterher, der ihn von einer Treppe stößt, so dass der Graf sich das Genick bricht. Sophie versucht erneut, zu fliehen, aber sie hat keine Chance, Friedrich findet sie bei Max’ Mutter Lotte in der Schneiderei, holt sie sich zurück und sperrt sie in seinem Stadtkontor ein. Max erfährt davon und bedroht Friedrich mit einem Gewehr. In dem Moment erfährt er, dass Friedrich sein nie gekannter, leiblicher Vater ist. Er lässt das Gewehr sinken; ein Schuss fällt.
Valerie hat Friedrich erschossen. Dessen Handlanger Hans rächt diesen Mord direkt, indem er Valerie erstickt. Max und Sophie sind gerettet und auch Sophies Tante Magda hat nichts mehr gegen eine Hochzeit. Auch Max’ Freund Benedikt, der zwischenzeitlich für Max in den Krieg zog, kehrt zurück und heiratet Sophies Kammermädchen Rike.

## Besetzung

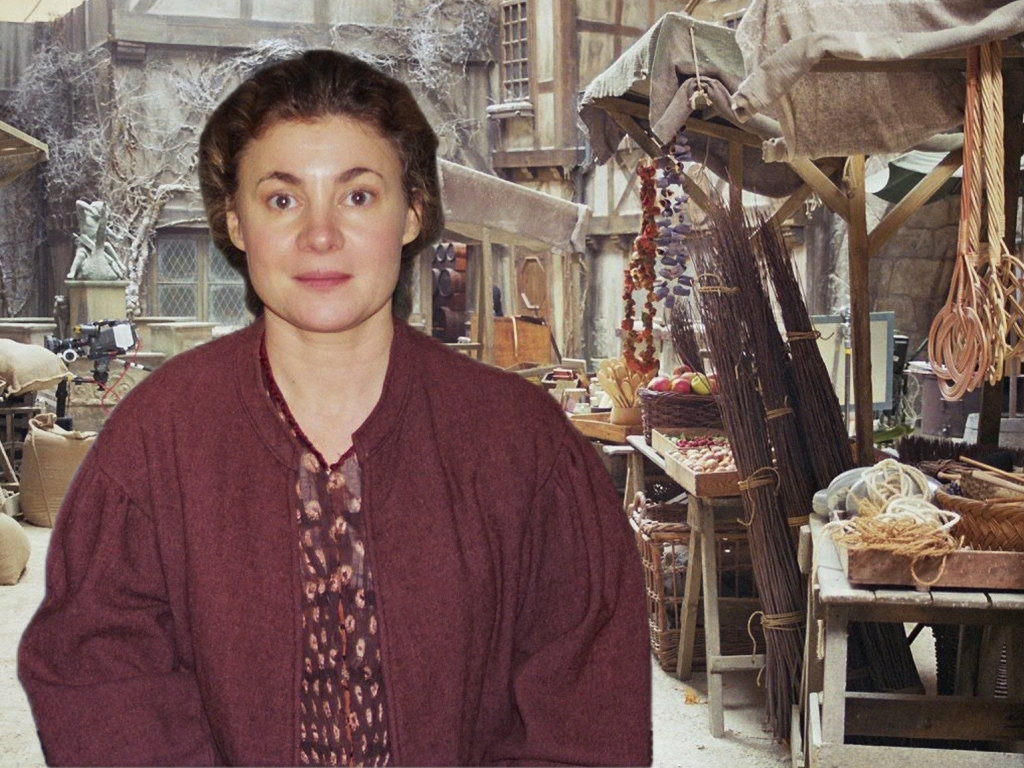
Kathrin Waligura als Charlotte „Lotte“ Grebe vor dem Marktplatz

| Schauspieler          | Rollenname                                             | Folgen            | Jahr(e)           |
| Protagonistenpaar     | Protagonistenpaar                                      | Protagonistenpaar | Protagonistenpaar |
| --------------------- | ------------------------------------------------------ | ----------------- | ----------------- |
| Yvonne Catterfeld     | Sophie Grebe, verw. Hartenstein, geb. Gräfin von Ahlen | 1–65              | 2005–2006         |
| Ben Bela Böhm         | Maximilian „Max“ Grebe                                 | 1–65              | 2005–2006         |
| Hauptdarsteller       |                                                        |                   |                   |
| Silvan-Pierre Leirich | Friedrich Hartenstein †                                | 1–65              | 2005–2006         |
| Marie-Ernestine Worch | Friederike „Rike“ Bütow, geb. Billerbeck               | 1–65              | 2005–2006         |
| Timo Hübsch           | Benedikt Bütow                                         | 1–65              | 2005–2006         |
| Alexandra Prusa       | Magdalena „Magda“ Gräfin von Ahlen                     | 1–65              | 2005–2006         |
| Hermann Giefer        | Otto Graf von Ahlen † (61)                             | 1–62              | 2005–2006         |
| Kathrin Waligura      | Charlotte „Lotte“ Grebe                                | 1–65              | 2005–2006         |
| Mario Gallasch        | Hans Stallkamp                                         | 1–65              | 2005–2006         |
| Ulrike Bliefert       | Gudrun Murger                                          | 1–65              | 2005–2006         |
| Anna Voy Kunith       | Lina Bütow                                             | 1–65              | 2005–2006         |
| Christian Habicht     | Theodor „Theo“ Sattler                                 | 1–65              | 2005–2006         |
| Arno Kempf            | Heinrich Fischer                                       | 1–65              | 2005–2006         |
| Jan Hutter            | Leopold „Leo“ Fischer                                  | 1–65              | 2005–2006         |
| Timmi Trinks          | Friedrich „Fritzchen“ Bütow                            | 1–65              | 2005–2006         |
| Sabine Grabis         | Anna Holberg                                           | 1–65              | 2005–2006         |
| Hilmar Eichhorn       | Pater Johannes                                         | 1–65              | 2005–2006         |
| Robert Schupp         | Wolfgang Baron von der Fohl                            | 2–65              | 2005–2006         |
| Melanie Blocksdorf    | Valerie Baronin von Viethoff †                         | 3–65              | 2005–2006         |
| Kai Albrecht          | York Freiherr von Kettelaer                            | 5–65              | 2005–2006         |
| Nebendarsteller       |                                                        |                   |                   |
| Rafael Banasik        | Achim Holberg                                          | 1–3 26–65         | 2005–2006         |
| Klaus Ziller          | Botho Baron von Viethoff †                             | 2–28              | 2005              |

## Regie
| Regisseur(in)   | Folgen                                |
| --------------- | ------------------------------------- |
| Tina Kriwitz    | (1–2) (15–18) (31–35) (47–50) (64–65) |
| Andreas Morell  | (7–10) (23–26) (39–42) (58)           |
| Karen Müller    | (3–6) (19–22) (36–38) (51–57)         |
| Gudrun Scheerer | (11–14) (27–30) (43–46) (59–63)       |

## Ausstrahlung und Einschaltquoten
Die erste Folge wurde am 8. November 2005 im Vorabendprogramm auf ARD gesendet. Diese um 18.50 Uhr gesendete Folge sahen insgesamt 2,91 Millionen Zuschauer bei 11,6 Prozent Gesamtmarktanteil. In der werberelevanten Zielgruppe waren es 1,07 Millionen bei 12,1 Prozent.
Am 9. Dezember 2005 wurde bekannt, dass die Serie wegen schlechter Quoten nicht fortgesetzt wird und noch bis zum Beginn der Olympischen Winterspiele 2006 ausgestrahlt wird.
Der österreichische Privatsender ATVplus strahlte die Serie ebenfalls aus. Außerdem wurden sonntags in einigen dritten Programmen (MDR, NDR und WDR) die Höhepunkte der Woche, eine 25 Minuten lange Zusammenfassung, gezeigt.